# Steinbergkirche
Steinbergkirche (duń. Stenbjergkirke) – miejscowość i gmina w Niemczech w kraju związkowym Szlezwik-Holsztyn, w powiecie Schleswig-Flensburg, siedziba Związku Gmin Geltinger Bucht.
1 marca 2013 do gminy przyłączono gminę Quern, która stała się jej dzielnicą

## Współpraca
- Klink, Meklemburgia-Pomorze Przednie[2]